# Vikev ptačí

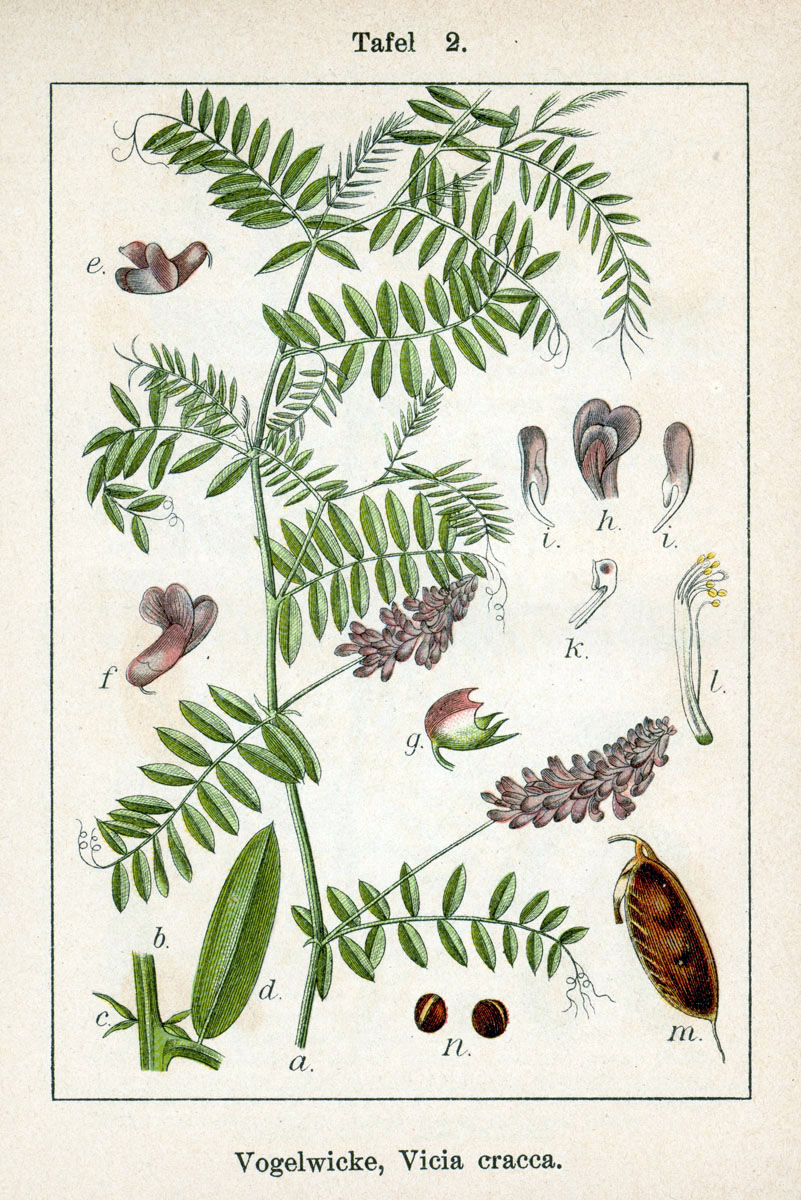
Zobrazení vikve ptačí

Vikev ptačí (Vicia cracca) je víceletá bylina řazená mezi výběžkaté jeteloviny. Je to velmi rozšířený druh rodu vikev a v přírodě České republiky je původní. Není považována za kulturní rostlinu a vědomě se nepěstuje. Je jedním z nejproměnlivějších druhů vikve a při přesném taxonomickém určení vznikají nejasnosti; je popsáno velké množství variet lišících se velikostí lístků, ochlupením, květenstvím, sytostí barev květů, jejich počtem a velikostí, jakož i celkovou mohutností rostliny.

## Rozšíření
Rostlina je původní téměř v celé Evropě a dále přes oblast Kavkazu, západní Sibiř, Střední Asii, Čínu a Mongolsko až do Koreje a Japonska. Druhotně byla zavlečena do Severní Ameriky, Austrálie i na Nový Zéland. V České republice roste hojně, od nížin až do vysokých poloh.

## Ekologie
Vyskytuje se v rozmanitém, většinou vlhkém až mokrém prostředí luk, pastvin, na lesních světlinách a pasekách, po okrajích lesů a křovin, na březích potoků a rybníků, po okrajích mokřadů a rašelinišť, stejně jako na rumištích i občas zamokřených náspech. Prospívá na půdách písčitých až jílovitých, snese i místa krátkodobě suchá, stejně jako plně osvětlená i v polostínu. Je středně náročná na zásobení půdy živinami.
Tento po několik let vytrvalý hemikryptofyt vytváří za příznivých podmínek porost podzemních výběžků a nadzemních olistěných lodyh o ploše několika čtverečních metrů. Z jara se vyvíjí poměrně pomalu a patří spíše k letním rostlinám, kvést začíná teprve od června a prvé plody dozrávají v druhé polovině srpna. Rostliny mají dobrou konkurenční schopnost, zaplňují horní patro porostu. Vyskytují se u nich na kořenových hlízkách bakterie, které jsou schopné vázat vzdušný dusík a obohacovat jím půdu.

## Popis

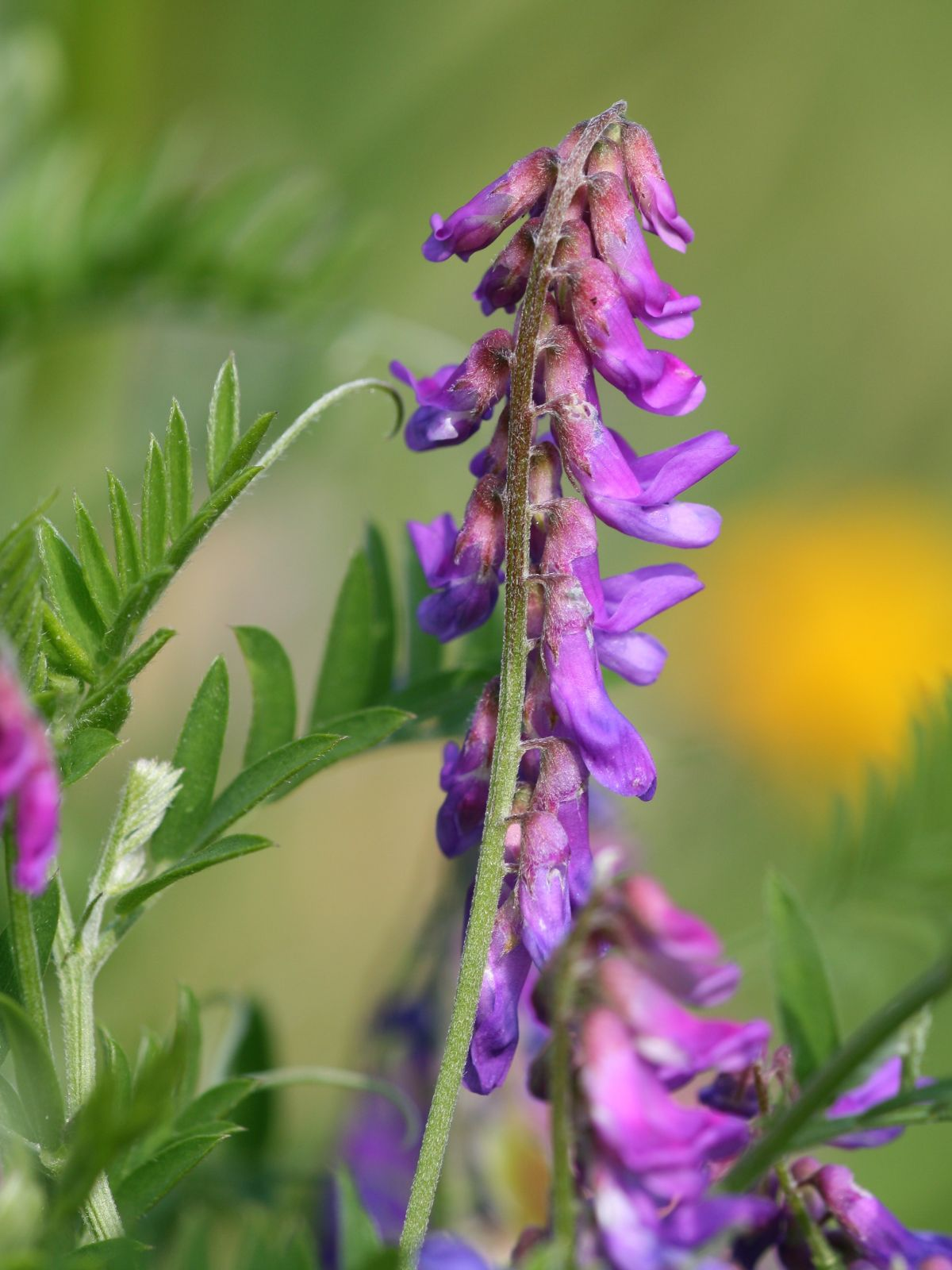
Část květenství

Vytrvalá bylina s vystoupavými nebo popínavými lodyhami dlouhými až 150 cm. Vyrůstají z plazivého oddenku široce rozrostlého do stran v hloubce asi 15 cm. Hlavní kořen, na jehož odbočných kořenech bývají drobné, prstnatě dělené hlízky, vrůstá do hloubky až 40 cm. Lodyhy jsou hranaté, chudě větvené, poměrně tenké a chabé, někdy krátce chlupaté, u báze občas hnědé až černé a jsou řídce porostlé listy s drobnými, kopinatými palisty. Listy jsou sudozpeřené, složené ze čtyř až osmi párů krátce řapíčkatých, eliptických či podlouhlých lístků, velkých 3 až 30 ×1 až 6 mm s nápadnou špičkou. Vřeteno původně lichozpeřeného listu je na vrcholu zakončeno lístkem přeměněným v rozvětvený úponek, jimž obtáčejí sousední rostliny a přidržují se při růstu.
Na jedné lodyze zpravidla vyrůstá, na stopce 5 až 10 cm dlouhé, více bohatých, hroznovitých květenství. Jednostranný, válcovitý nebo vejčitý hrozen, obvykle stejně dlouhý nebo delší než podpůrný list, bývá tvořen 20 až 40 modrofialovými, krátce stopkatými, šikmo svěšenými, nevonnými, oboupohlavnými květy. Mají zvonkovitý kalich asi 4 mm dlouhý, zelený nebo namodralý, do poloviny členěný v trojúhelníkovité cípy kratší nebo stejně dlouhé jako kališní trubka. Modrofialová, velmi vzácně bílá koruna o velikosti 1 cm má vejčitou pavézu o stejné délce jako její nehet, křídla a člunek jsou kratší. V semeníku bývá pět až sedm vajíček. Květy rostlin pocházejících z teplejších míst jsou světlejší než z chladnějších. Obsahují hodně nektaru a jsou opylovány hlavně čmeláky a včelami.
Existují tři karyotypy vikve ptačí, diploidní 2n = 14, triploidní 2n = 21 a tetraploidní 2n = 28, které se morfologicky nedají spolehlivě odlišit.
Plod je podlouhlý až čárkovitý, lysý, pukavý lusk, asi 20 × 5 mm velký s tupým zobánkem, z květenství se obvykle vyvinou jen dva až pět. Lusk obsahuje čtyři až deset kulovitých až vejčitých, hladkých, matných semen 3 mm velkých, nejčastěji tmavě hnědých, jednobarevných nebo černě skvrnitých s velkým pupkem. Semena obsahující tuky, bílkoviny a polysacharidy, pro lidi jsou považována za nejedlá. Přibližně ve 40 % mají tvrdé, nepropustné osemení, jsou tzv. fyzicky dormantní, jejich klíčení závisí nejen na teplotě a vlhkosti, ale i na abrazi horní vrstvy semen půdními částicemi.

## Možnost záměny
Vikvi ptačí je vzhledem částečně podobná vikev tenkolistá odlišující se velmi úzkými lístky a květy s člunkem světlejším než pavéza. Vzhledově blízká je i vikev horská, lišící se tuhou přímou lodyhou, květenstvím kratším než podpůrný listy a tmavě fialovými, vonnými květy. Částečně podobná je i vikev chlupatá, která je zase celá pokrytá chlupy.

## Význam
Není považována za kulturní rostlinu, vědomě se nepěstuje a jako plevel se na orné půdě téměř neobjevuje. Při výskytu na kosené louce zvyšuje krmnou hodnotu zelené píce i sena, obsahuje hodně dusíkatých látek a je dobře stravitelná; po případné první seči obrůstá středně, po druhé již minimálně. Pastvu a sešlapávání nesnáší, dochází k polámaní křehkých lodyh. Je to významná medonosná rostlina, při kvetení ji hojně navštěvují včely i motýli. Semena jsou oblíbenou potravou ptáků. Vikev ptačí je živnou rostlinou larev některých motýlů, např.: běláska hrachorového (Leptidea sinapis), běláska lučního (Leptidea juvernica), modráska ušlechtilého (Polyommatus amandus), ostruháčka ostružinového (Callophrys rubi) a žluťáska čičorečkového (Colias hyale).

## Galerie

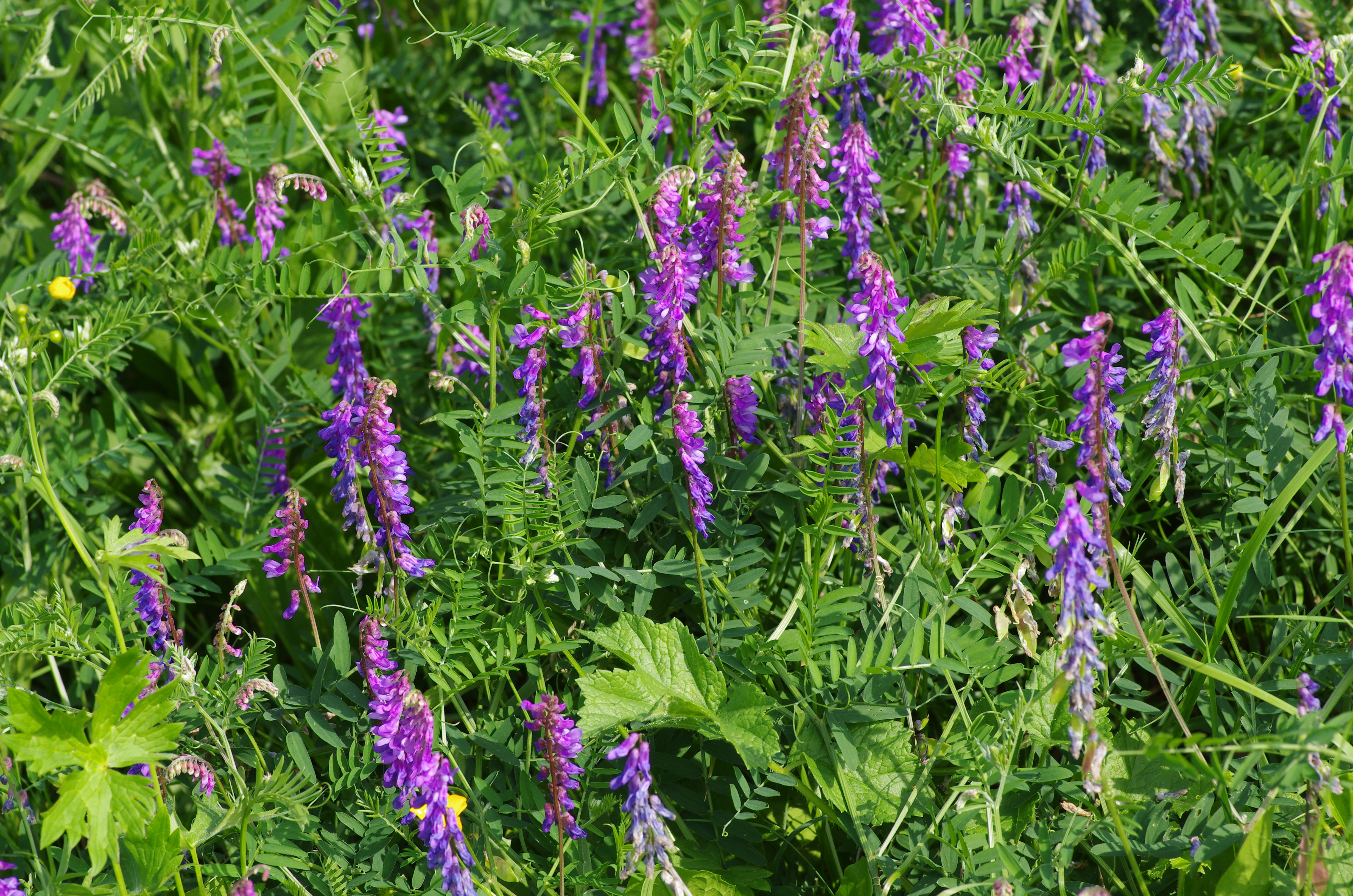
Porost vikve ptačí
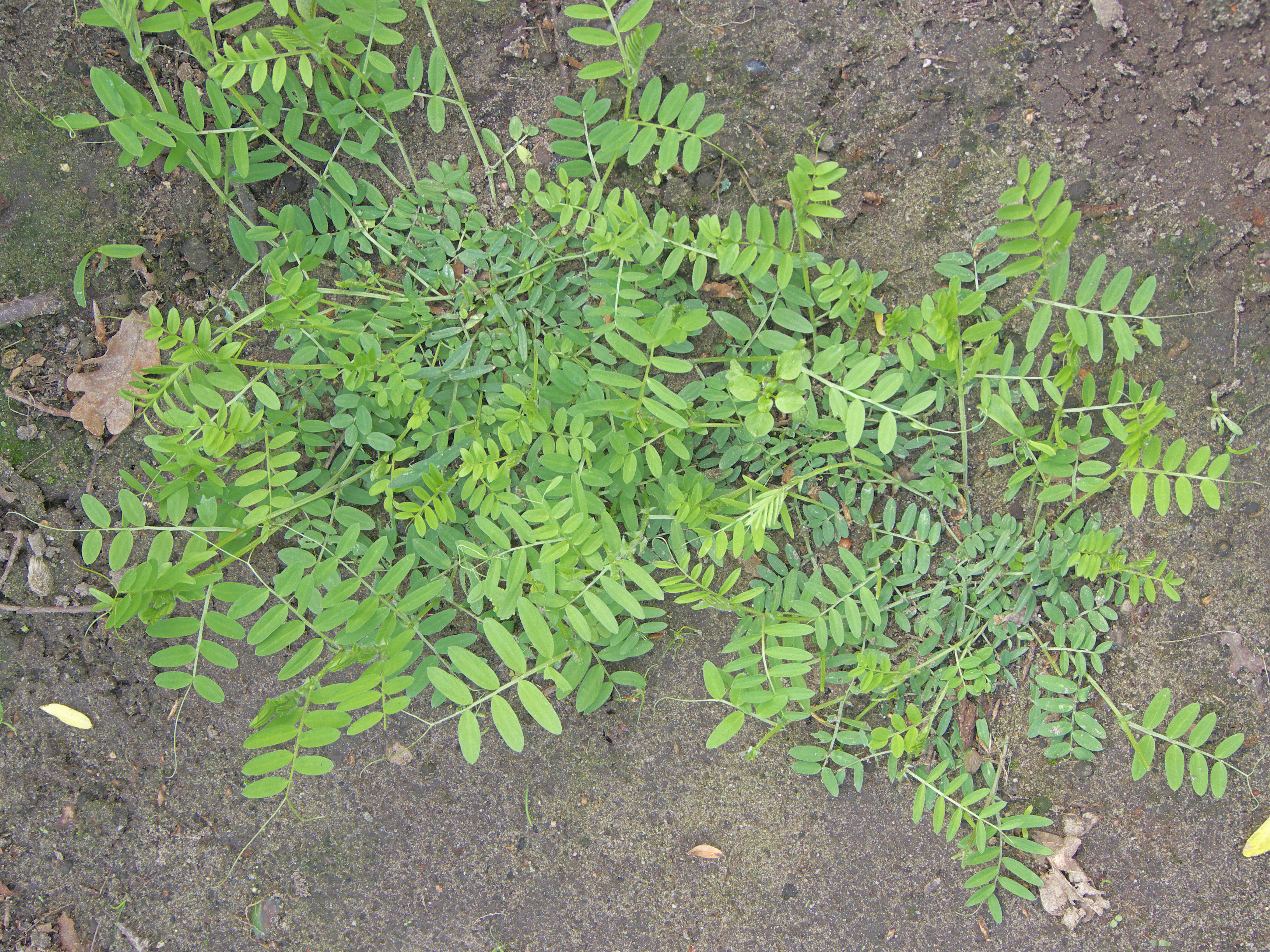
Mladá rostlina
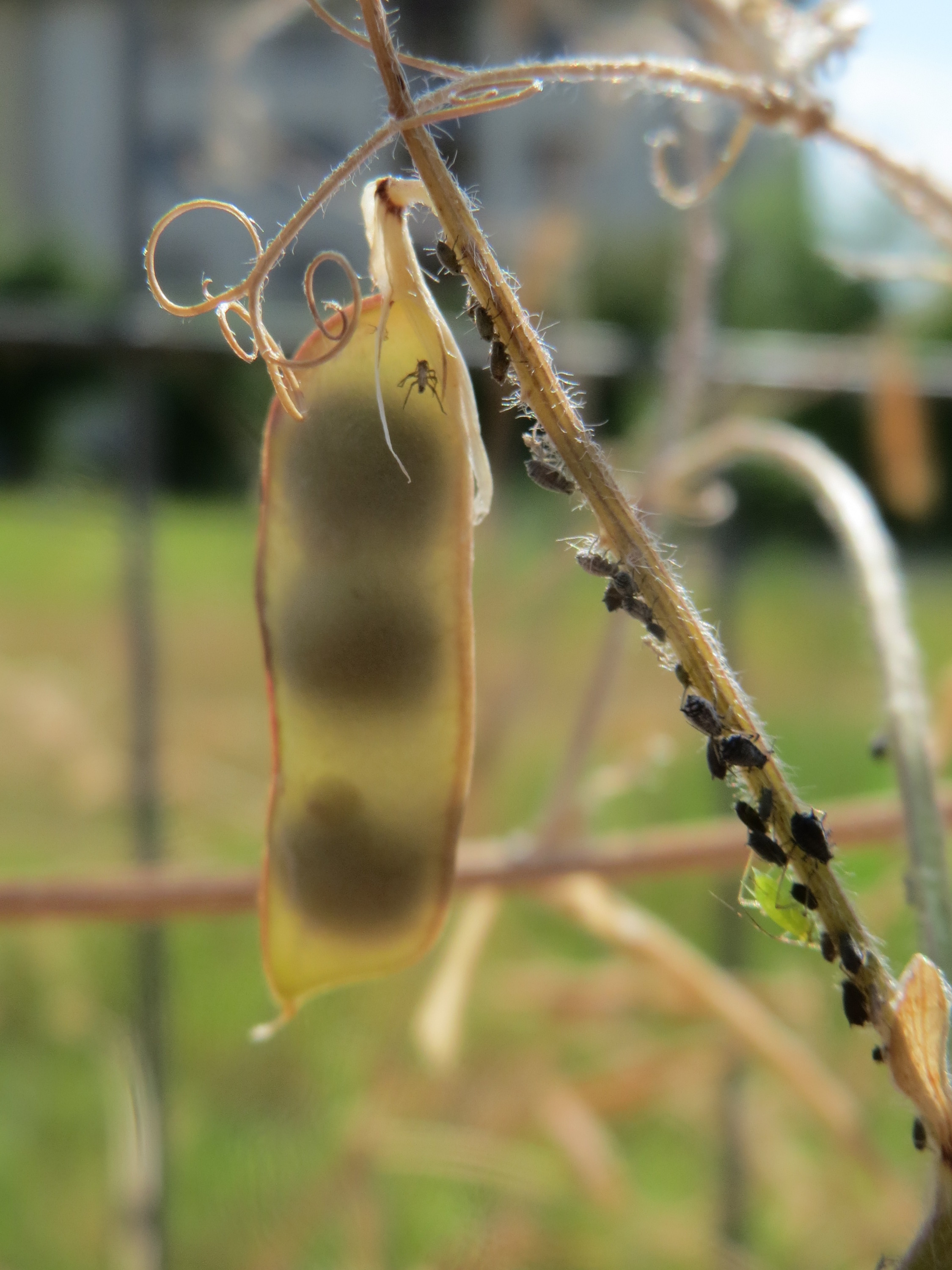
Lusk se semeny
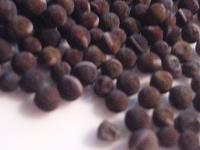
Semena